# Robert Halperin
Robert Halperin est un skipper américain né le 26 janvier 1908 à Chicago et mort le 8 mai 1985 à Palm Springs.

## Carrière
Robert Halperin obtient une médaille de bronze olympique de voile en classe Star aux Jeux olympiques d'été de 1960 de Rome.